# ウォーゲームコンストラクション
ウォーゲームコンストラクションは、『大戦略II』タイプのウォー・シミュレーションゲーム製作ツールである。
システムソフトから発売された。内容は以下の通り。
- 対戦モード - 実際につくったシナリオで、人間もしくはコンピューターと対戦。
- 兵器エディタ - ドット絵でグラフィックを製作。またユニット名、各能力パラメーターを設定。武器の攻撃アクションも設定できる。
- マップエディタ - マップを製作する。地形の種類は、ほぼ大戦略と一緒。初期保有資金、同盟の有無、制限ターン数も設定できる。

そうして作ったオリジナルゲームを、プレイ用ディスクとして一枚のフロッピーにすることもできた。また、初期設定として以下のサンプルゲームがついていた。
- 怪獣 vs 自衛隊 - 怪獣のパラメーターは完全に近く、滅多にダメージをあたえることができない。怪獣が倒れるのと軍隊の全滅とどちらが早いか。
- 関ヶ原の戦い - 史実に基づいて両軍が配置されている。小早川軍はというと、進入不能な壁が交互に並んだ地点があり、ある程度の時間が経った後に戦場へ現れるというしくみになっていた。
- ファンタジー - ゴブリン、ペガススなどのモンスターを大量生産して戦う。

雑誌『ログイン』に、体験版が収録された。同じ時期に同じくシステムソフトの『大戦略IV』、『天下統一II』も収録されており、ともに多くのファンを獲得している。しかし後者2作がウィンドウズで復刻され、続編も製作されているのに対し、本作の移植は行われていない。